# Uddatalsmetoden
Uddatalsmetoden eller Sainte-Laguës metod är en metod för att fördela mandat vid proportionella val. Den används i jämkad variant i Sverige vid riksdagsval för beräkning av utjämningsmandatens fördelning på valkretsar inom respektive parti. Metoden gör att mandaten inom varje parti får en spridning över landet som stämmer väl överens med hur partiets röster fördelats.
Den jämkade uddatalsmetoden är en variation av uddatalsmetoden, där man gjort det lite svårare för riktigt små partier att få ett mandat.

## Jämförelsetal
Enligt uddatalsmetoden delas mandaten ut ett och ett. För att avgöra vilket parti som ska ha ett mandat beräknar man ett så kallat jämförelsetal för varje parti. I början är varje partis jämförelsetal lika med dess röstetal, det vill säga antalet röster som partiet fått. Det parti som har det största jämförelsetalet får det första mandatet. Därefter beräknas ett nytt jämförelsetal för det partiet genom att man delar röstetalet med tre (= 2 · M + 1). Det parti som nu har det största jämförelsetalet får nästa mandat. Därefter fortsätter man på samma sätt att varje gång beräkna ett nytt jämförelsetal för det parti, som just har tilldelats ett nytt mandat, genom att dela partiets röstetal med det udda tal som erhålls om man adderar ett till det dubbla antalet mandat som partiet har tilldelats. Om R är röstetalet och M antalet mandat som partiet fått så är dess jämförelsetal alltså
{\displaystyle J={\frac {R}{2\cdot M+1}}}[källa behövs]

## Proportionella val i kommun- eller regionfullmäktige
Vid val som förrättas av kommunfullmäktige, regionfullmäktige, kommunal nämnd eller styrelse tillämpas i Sverige så kallade proportionella val om någon tillräckligt stor grupp av ledamöter så begär. Då beräknas jämförelsetalet med formeln:
{\displaystyle J={\frac {R}{M+1}}}
Denna metod är även känd som d’Hondts metod eller heltalsmetoden.

## Mer information
- Om uddatalsmetoden: en matematisk motivering
- Matematik och demokrati
- Ett praktiskt exempel på Uddatalsmetoden (English)